# Antioch Kantemir
Antioch Dmitriewicz Kantemir (Kantiemir, ros. Антиох Дмитриевич Кантемир; ur. 21 września 1708 w Konstantynopolu, zm. 11 kwietnia 1744 w Paryżu) – poeta rosyjski związany z dworem Piotra I, dyplomata. 

## Życiorys
Był synem wielkiego pisarza i zarazem hospodara mołdawskiego Dymitra Kantemira, współpracującego z Rosją podczas wojny rosyjsko-tureckiej 1710-1713, później osiadłego w Rosji. Był orędownikiem klasycyzmu i apologetą osoby Piotra I, popierał zbliżenie kultury rosyjskiej z kulturą europejską. W roku 1731 został rosyjskim posłem w Londynie, a od 1738 w Paryżu, gdzie zetknął się z Monteskiuszem i jego twórczością.
Jest uznawany za protoplastę literatury klasycystycznej w Rosji, jego twórczość jednak nie miała szerokiego wpływu i ograniczała się do wąskich kręgów arystokracji. Pisał klasycystyczne satyry, tłumaczył też na rosyjski literaturę obcą (z łaciny, greki i francuskiego). Jest też autorem nieukończonego apologetycznego poematu wychwalającego czyny Piotra I Petrida oraz drobnych epigramatów i bajek. Był zwolennikiem wiersza sylabicznego i przeciwnikiem reform wersyfikacyjnych Wasilija Triediakowskiego.

## Ważniejsze utwory
- 9 satyr – bardziej znane to:
  - Do rozumu swego (К уму своему 1743)
  - Na zawiść i hardość szlachciców nieobyczajnych (На зависть и гордость дворян злонравных)
- poemat epicki Petrida (Петрида), nieukończony
- bajki, epigramaty

## Ważniejsze tłumaczenia
- Utwory Anakreonta (z greki)
- Utwory Horacego (z łaciny)
- Rozmowy o wielości światów Bernarda Fontenelle’a (z francuskiego)